# Gilles Binchois
Gilles de Binche, Binch ou Bins, mais conhecido como Gilles Binchois (Mons?, c. 1400 – Soignies, 20 de setembro de 1460), foi um poeta, cantor, organista e compositor da Escola da Borgonha, um dos compositores mais famosos do século XV europeu. 
Embora muitas vezes classificado atrás de Guillaume Dufay e John Dunstable, por estudiosos contemporâneos, a sua influência foi provavelmente maior, uma vez que suas obras foram citadas, emprestadas e utilizadas como fonte de materiais mais frequentemente do que as de qualquer outro compositor da época.

## Vida
Poucos dados biográficos seguros sobrevivem sobre o compositor, e a maior parte dos registros que se conhecem são relativos à sua carreira. Seu pai, Jean de Binche, pode ter sido conselheiro de Guilherme IV de Hainaut. Sua mãe chamava-se Jana Paulouche. Sobre sua infância e primeira juventude nada se sabe. Os primeiros documentos que o mencionam dizem que ele esteve empregado como organista na Igreja de S. Waudru em Mons entre c. 1419 e 1423, seguindo então para Lille. Logo depois, passou a servir em Paris William de la Pole, conde de Suffolk, na condição de instrumentista e possivelmente também como soldado, mas há o registo de que ele compôs pelo menos uma canção para Suffolk, que se perdeu.
Em torno de 1425 estava incluído entre os membros do coro da corte da Borgonha, onde permaneceu até se aposentar. Ao contrário da maioria dos compositores do século XV, Binchois nunca foi ordenado padre, nem frequentou as universidades. Contudo, isso não o impediu de atuar como capelão para o duque da Borgonha, nem de receber várias prebendas eclesiásticas lucrativas em Bruges, Mons, Cassel e Soignies, que complementavam seu salário de músico. Um documento de 1449 afirma que ele se encontrou em Mons com Guillaume Dufay, outro músico de superior importância, e é provável que eles se tenham encontrado diversas outras vezes. Suas famílias podem ter estado em contato desde a geração anterior, e eles podem ter-se conhecido já na infância.
Em 1453, aposentado na corte, retirou-se para Soignies, onde recebeu uma pensão como preboste da Colegiada de São Vicente. Entre suas funções estavam supervisionar os cônegos de São Vicente, zelar pelo sustento e pelos direitos e privilégios da comunidade monástica, e servir como ligação com o poder civil local. A documentação da Colegiada referente a esta época é escassa, e não há registro seguro de que Binchois tenha mantido atividade musical pessoal em seus últimos anos, mas ao que parece sua atuação esteve ligada a melhorias nas práticas musicais da sua igreja e à atração de músicos de fora, como Guillaume Malbecque e outros cujo nome a história não preservou.
Quando faleceu em 1460 sua música, embora já vista como um tanto antiquada, ainda era celebrada em toda a Europa, considerado um dos músicos mais importantes de sua geração, ombreando com Dufay, que compôs um emocionado lamento em sua memória. Johannes Ockeghem também fez-lhe homenagem póstuma em uma ballade.

## Obra

### Origens e contexto
Binchois teve amplas oportunidades de se informar sobre a música inglesa de seu tempo em virtude da ocupação inglesa na França, e pouco depois de sua morte Martin le Franc apontou em sua obra a influência de John Dunstable. Também pode ter recebido influência italiana. Fez parte da chamada Escola da Borgonha, um grupo de compositores ativos em torno da corte dos duques da Borgonha, que representa a fundação da Escola franco-flamenga de polifonia e a primeira fase da música do Renascimento, influenciando toda a Europa.

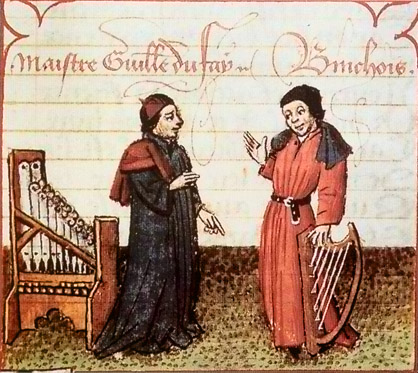
Guillaume Dufay e Gilles Binchois

A Escola da Borgonha sucedeu as escolas Ars nova e Ars subtilior, e floresceu como o resultado da ascensão da Borgonha como um dos Estados mais poderosos e estáveis da Europa naquele período. Os duques eram não somente governantes capazes, mas também ativos patronos das artes, especialmente Filipe III, o Bom e Carlos, o Temerário. A história da Escola da Borgonha começa em 1384, quando Filipe II estabeleceu a capela de sua corte. Vinte anos depois o estabelecimento rivalizava com Avinhão, então o maior centro musical da Europa e o principal núcleo da Ars subtilior. Os nomes associados com esta fase são Johannes Tapissier, Ugo de Lantins, Arnold de Lantins e Nicolas Grenon. A capela foi reorganizada em 1415, fase em que Guillaume Dufay, o maior representante da Escola borgonhesa, dominou a cena musical européia. Os mestres importantes da segunda geração foram o próprio Binchois e Hayne van Ghizeghem. A terceira geração foi representada principalmente por Antoine Busnois.
A influência de todos eles sobre a música européia do século XV dificilmente pode ser superestimada, sendo a formadora da Escola franco-flamenga onde pontificaram Johannes Ockeghem, Jacob Obrecht, Josquin des Prez, Adrian Willaert e Orlande de Lassus. Suas maiores contribuições técnicas foram talvez a radical simplificação do idioma musical em relação às complexidades da Ars nova e da Ars subtilior, e a introdução, possivelmente por influência inglesa, da terça como o mais importante intervalo melódico, o que levou à estruturação da harmonia em tríades que amiúde refletem relações de tônica e dominante, prefigurando a futura definição do sistema tonal. Apesar de cultivarem preferencialmente as formas profanas, em especial as quatro formas fixas de chanson - lai, virelai, rondeau e ballade - foram proficientes também na música sacra, deixando missas e motetos e aperfeiçoando a forma da missa cíclica, que usa um único motivo gregoriano para unificar toda a composição. Sua polifonia é fluente, muito melódica e faz grande uso da imitação em todas as vozes. Além disso, deram atenção à música puramente instrumental, na forma de danças.

### Obras profanas
É sobre sua obra profana que repousa sua reputação. Em torno de sessenta chansons atribuídas a ele chegaram aos nosso dias, e sabe-se que neste gênero sua fama era insuperada, recebendo vasta divulgação e excercendo importante influência em seu tempo, permanecendo até hoje entre os melhores e mais elegantes exemplos deste gênero. Praticamente todas as suas chansons empregam uma textura em três vozes, com uma ênfase na voz superior, e 42 delas usam a forma do rondeau. A maior parte dos textos poéticos dessas obras tratam de assuntos ligados ao amor cortês, alinhando-se à estética cavaleiresca prestigiada na corte. Vários textos são de sua própria autoria.
Bons exemplos de seu estilo são Joyeux penser, onde expressa a alegria de servir uma dama; De plus en plus e Se j'eusse, que relatam o persistente medo da rejeição amorosa; Seule esgarée, onde dá vazão ao desespero do amor impossível, e a conhecida Triste plaisir, com uma nostalgia melancólica. A mais importante, porém, é a balada Dueil angoisseux, com texto de Cristina de Pizan, considerada uma de suas obras-primas e uma das melhores chansons do século XV, transmitida por numerosas fontes coevas e citada elogiosamente em inúmeras outras. Binchois deu grande atenção à peça, que sobrevive em três versões, e se caracteriza por uma atmosfera de dor, transcendência e resignação, uma rica textura polifônica, melodia fluente e sutis recursos rítmicos.
Seu sucesso derivou da estrutura coesa, equilibrada e orgânica das composições; do seu atraente melodismo e do desenvolvimento de um perfil harmònico avançado, que se define como um proto-tonalismo. Suas chansons revelam também grandes sutilezas rítmicas e expressam uma doçura austera. Embora as melodias de Binchois agradem por seu senso de equilíbrio e proporção, por seu desenho amplo, gracioso e fluente que facilmente se fixa na memória e é facilmente cantável, e sua própria lógica interna seja, como disse McComb, impecável, a música nem sempre se ajusta à poesia em uma forma convencional. Repetições musicais podem não se alinhar com repetições poéticas, e as cadências podem aparecer em uma nota ou pulso inesperados.
| Triste plaisir           |
|                          |
| Versão instrumental midi |

| Dueil angoisseux         |
|                          |
| Versão instrumental midi |

| Nous vous verens bien, Malebouche |
|                                   |
| Versão instrumental midi          |

### Obras sacras
Binchois compôs ainda grande quantidade de música sacra, cuja maior parte presumivelmente se destinava aos ofícios sagrados da corte da Borgonha. Sobrevivem cerca de 25 trechos de missas. Sua escrita é enxuta, se assemelhando com a música inglesa do período no seu uso do contraponto imitativo, na exploração de contrastes texturais e na abordagem discreta das dissonâncias. Seu estilo tem forte afinidade formal com o da sua produção profana, com uma textura a três vozes, escrita concisa e funcional e procedimentos polifônicos que podem ser complexos mas que não obscurecem a inteligibilidade do texto, muitas vezes fazendo a condução melódica depender mais da voz superior, enquanto que as outras fornecem basicamente um apoio. Não usou a técnica do cantus firmus, então uma novidade, mas a paráfrase de fragmentos de canto gregoriano foi comum. Tampouco parece ter usado a forma da missa cíclica, mas as peças que sobrevivem podem estar ligadas em pares, como era hábito de sua geração.
Cerca de trinta outras peças são musicalizações de antífonas, do Magnificat, de salmos e hinos, que fazem uso frequente da técnica do fabordão. Entre as mais ambiciosas deste grupo se encontra o moteto isorrítmico Nove cantum/Tanti gaude, escrito em 1431 para o batismo de Antoine, filho do duque Filipe, o Bom, cuja parte do triplum curiosamente elenca os nomes de seus colegas músicos na corte da Borgonha. Outra que merece nota é o moteto Domitor Hectoris, que faz uma interessante exegese alegórica ligando o mito de Aquiles e Télefo à doutrina bíblica.
| Virgo Rosa               |
|                          |
| Versão instrumental midi |

## Legado

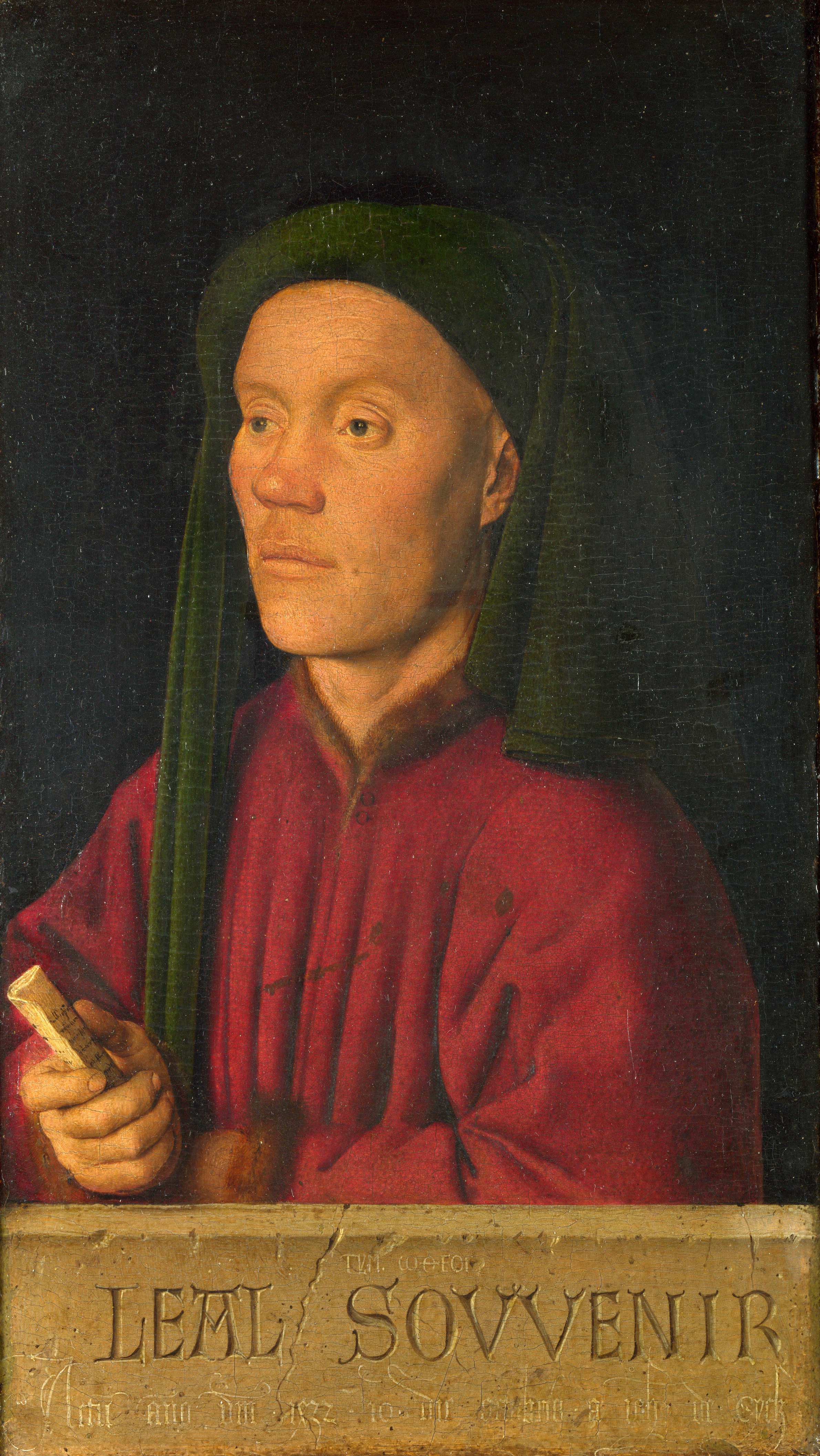
Jan van Eyck: Tymotheos, 1432, considerado por Erwin Panofsky um retrato de Binchois

Binchois foi considerado o epítome do estilo da Escola da Borgonha, desempenhou um papel importante na definição do idioma musical da Escola franco-flamenga, e à parte as qualidades intrínsecas de suas obras, seu prestígio derivou também de sua posição como líder da música da corte em um período em que o Ducado da Borgonha estava no auge de sua força política e brilho cultural. A influência de sua produção é especialmente visível nas composições de Johannes Ockeghem, de quem pode ter sido professor, e Antoine Busnoys, e suas peças foram largamente usadas como material para elaborações posteriores de músicos importantes como Josquin des Prez, Jacob Obrecht, Alexander Agricola e Heinrich Isaac, além dos antes citados. Johannes Tinctoris, um dos grandes teóricos musicais do Renascimento, disse que o nome de Binchois, celebrado em toda parte, iria ser ouvido para sempre.
Mas, de fato, quando desapareceu de cena sua música já estava caindo de moda, e depois do século XVI foi completamente esquecida. Sua reputação contemporânea foi só recentemente restabelecida. Na década de 1920, quando estava em plena voga a ressurreição da música medieval depois de séculos, algumas de suas chansons apareceram em edição de Johannes Wolf; mas em 1949 Davison & Apel ainda consideravam sua obra excessivamente pouco conhecida para que fosse adequadamente avaliada. Hoje a sua discografia já é significativa: McComb identificou mais de cem títulos que incluem obras de sua autoria.